# 허욱 (후한)
허욱(許𢒰, ? ~ ?)은 후한 후기의 관료로, 자는 계일(季軼)이며 회계군 양선현(陽羨縣) 사람이다. 계양태수 허형의 손자이다.

## 행적
정확한 시기는 알 수 없으나, 대사농에서 위위로 전임되었다.
광화 4년(181년) 9월, 위위에서 태위로 승진하였다.
광화 5년(182년) 정월 신미일, 영제는 조서를 내려 자사들로 하여금 백성을 괴롭히는 지방관을 찾아 보고하게 하였다. 허욱과 사공 장제는 환관들로부터 뇌물을 받아 그들의 자제와 빈객들을 감사 대상에서 제외하고는 도리어 변방의 작은 군들의 청렴한 관리 스물여섯 명을 탄핵하였는데, 관리와 백성들은 명단이 허위로 꾸며진 것이라며 항의하였다. 사도 진탐과 의랑(議郞) 조조가 이를 규탄하니, 영제는 허욱 등을 꾸짖고는 명단의 관리들을 의랑에 임명하였다.
같은 해 10월, 자신이 벽소(辟召)한 관리가 죄를 지어 면직되었다.

## 출전
- 범엽, 《후한서》 권8 효영제기 · 권57 두난유이유사열전 · 권76 순리열전